# 沐川县
沐川县在中国四川省南部、岷江下游和金沙江间，是乐山市所辖的一个县。总面积1401平方公里，2002年人口25万人。
1940年由屏山县析置沐川设治局，1942年改沐川县。

## 行政区划
沐川县下辖8个镇、5个乡：
沐溪镇、永福镇、大楠镇、箭板镇、舟坝镇、黄丹镇、利店镇、富新镇、底堡乡、杨村乡、高笋乡、茨竹乡、武圣乡和五马坪监狱。

## 交通
- 213国道过境。